# Fagnano-tó
A Fagnano-tó (spanyolul Lago Fagnano, szelknamul Khami) egy tó a Tűzföldön, Chile és Argentína déli részén, a két ország határán.

## Földrajz
A Tűzföldi Nagy-szigeten található tó közel 600 km²-es területének több mint 90%-a Argentínához, kisebb része Chiléhez tartozik. Közigazgatásilag előbbiben Tűzföld tartomány Río Grande és Ushuaia megyéinek határát alkotja, utóbbiban a Magellán-szoros és Chilei Antarktika régió Tűzföld tartományának része. 
A tektonikus mélyedésben fekvő gleccsertónak nyugat–keleti irányban hosszan elnyúló alakja van: míg hosszúsága 117 km, addig legnagyobb szélessége mindössze 10 km. Legnagyobb mélysége eléri a 200 métert. Rengeteg kis vízfolyás (például a Claro, a Turbio, a Valdez, a Tuerto és a Milna) táplálja. Magas hegyekel és lombos erdőkkel van körülvéve. Vizét az Azopardo folyó vezeti le az Almirantazgo-öbölbe, amely a Magellán-szorosból nyílik. A tó átlagos évi vízhőmérséklete 6 °C.
Keleti végén fekszik Tolhuin városa, innen a tó déli partján vezet a 3-as főút nyugat felé, majd délre elhagyja a tavat és Ushuaián áthaladva hamarosan véget ér. A tó nyugati része utak hiányában szárazföldi járművel nem közelíthető meg. A hajózás a tó szélcsatorna jellege miatt veszélyes lehet.

## Élővilág
A tó három fő halfaja a sebes pisztráng, a pataki pisztráng és a szivárványos pisztráng, de előfordul a Galaxias maculatus és a Galaxias platei nevű bűzöslazac-alakú is. A csigák közül a Chilina nem fajai a legfontosabbak, a rákok közül a felemáslábú rákok közé tartozó Hyalella nem fajai. Rovar viszonylag kevés él benne.

## Képek

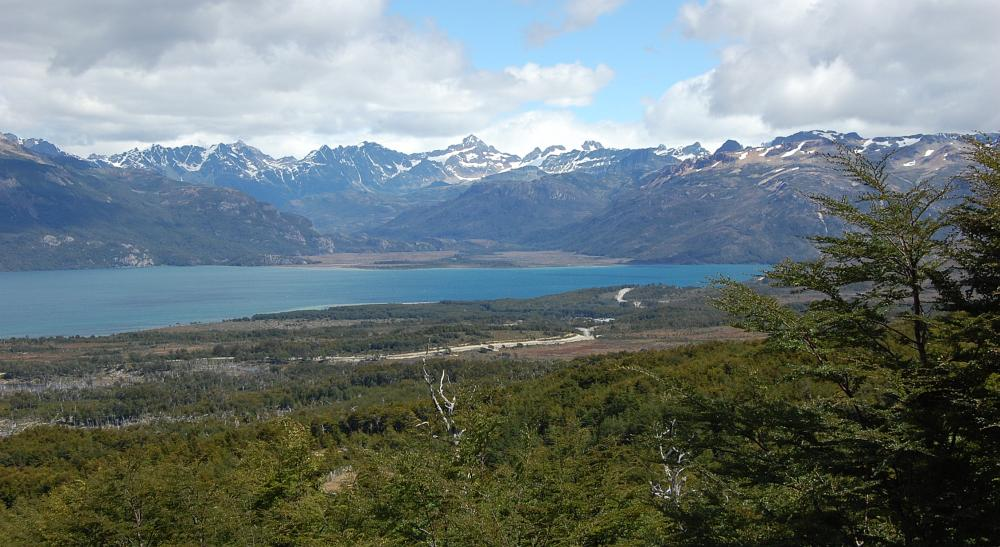
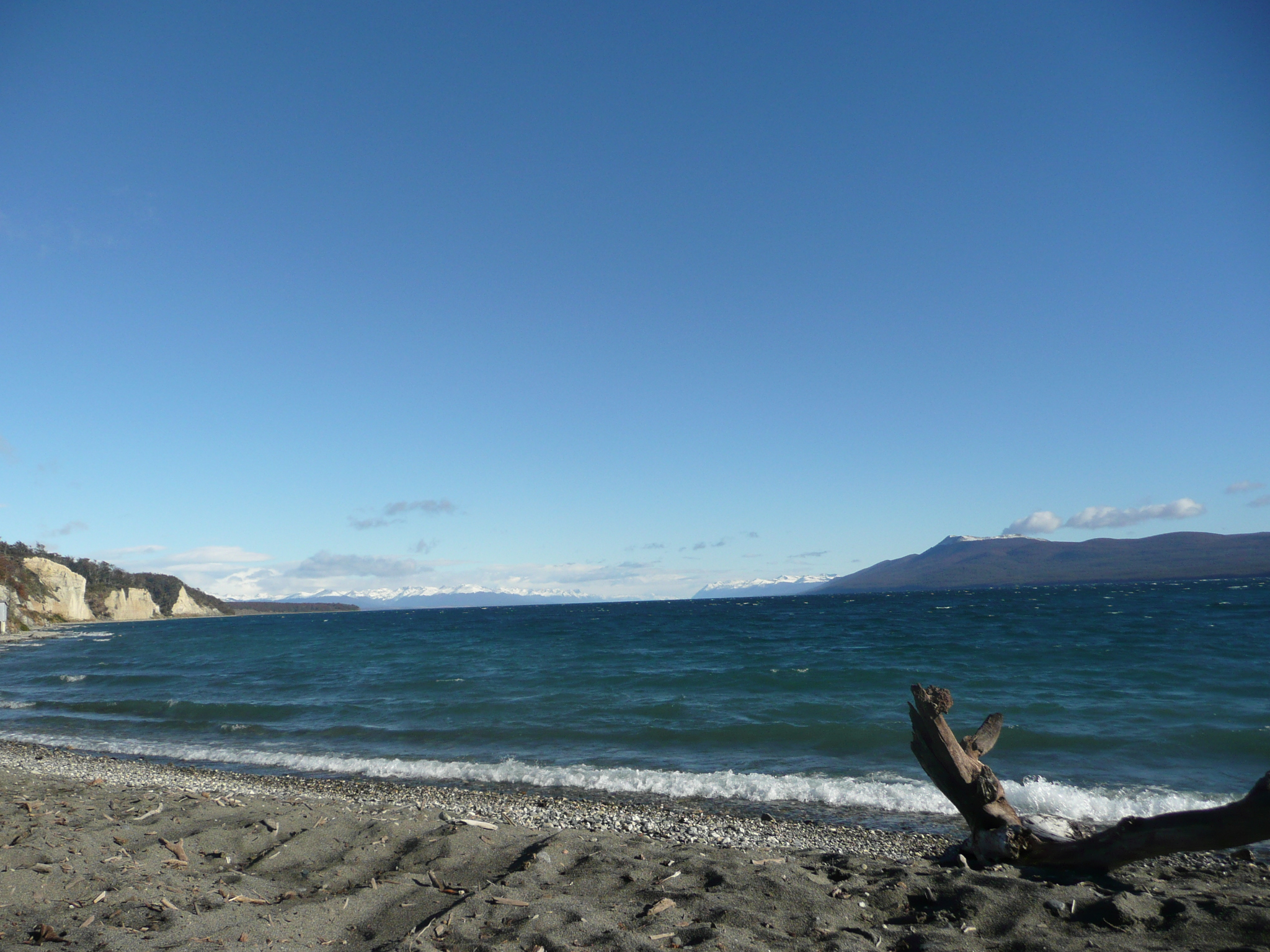
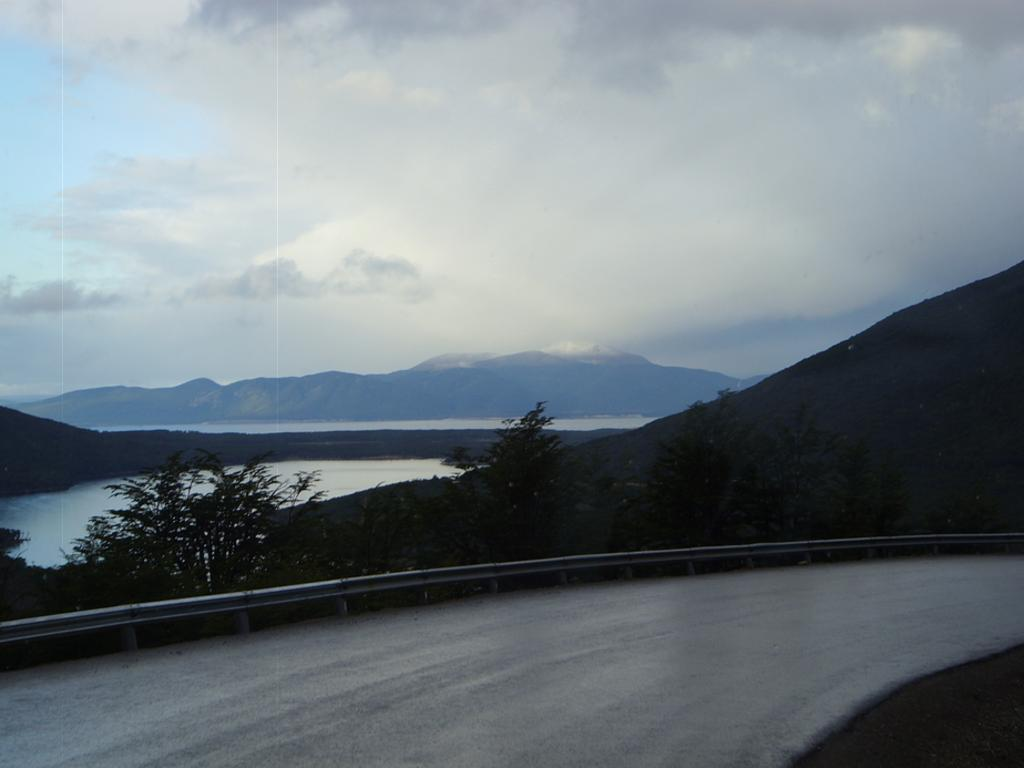
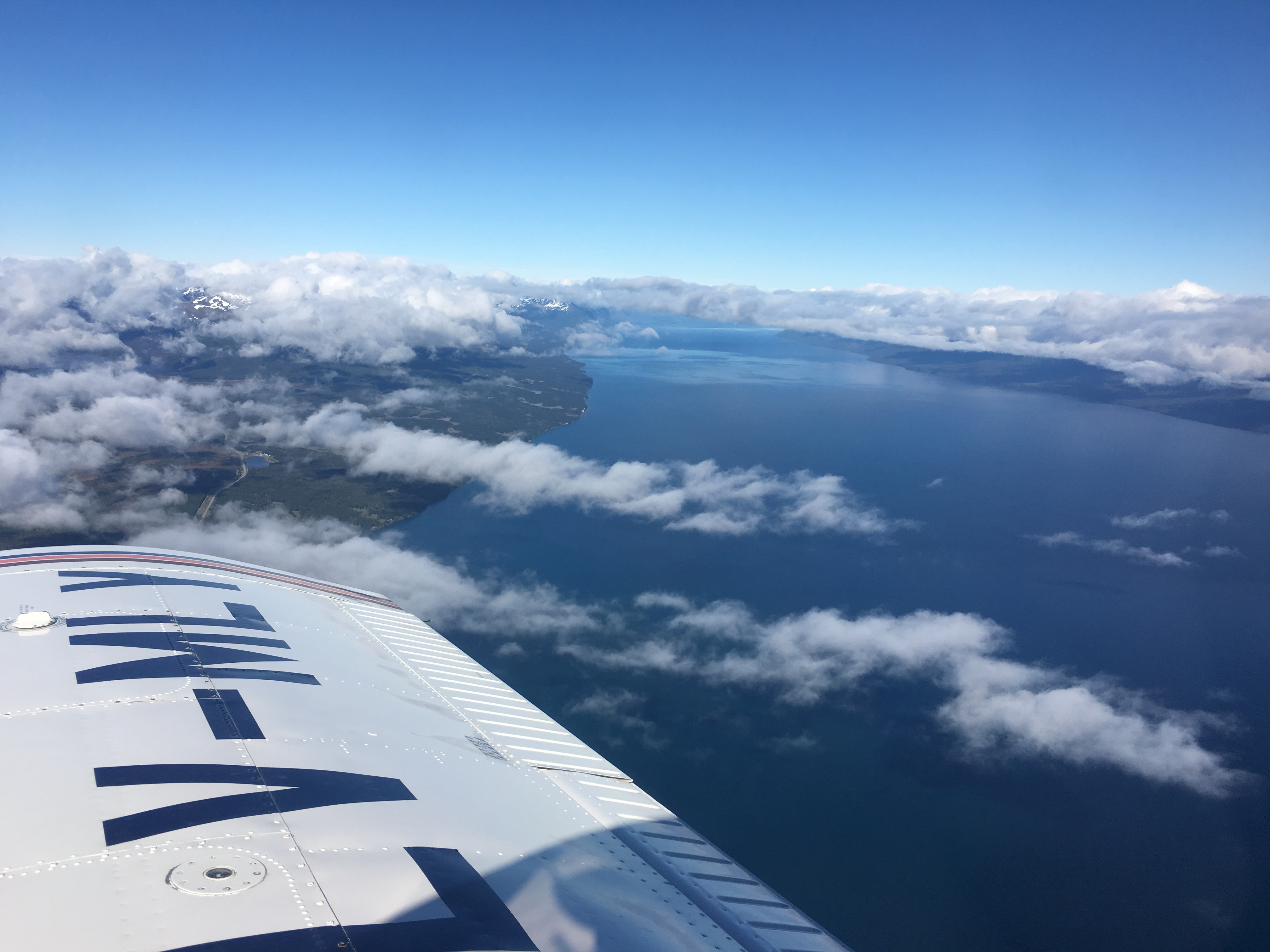